# IA Prep School 平岡
I.A. Prep School 平岡（アイ・エイ・プレップスクールひらおか）は、英語専門の学習塾である。旧称は平岡塾（ひらおかじゅく）。
設立者・前塾長は平岡芳江。1965年に創立。校舎は東京都渋谷区桜ヶ丘。現代表は大町慎浩。

## 特色
授業が長時間であることが特徴で、床に直接座って授業を受ける。
「通じればいい英語」ではなく「折り目正しい英語」を教えることをモットーとしている。また、「習うより慣れろ」を超え「慣れるまで習え」というスタンスを渡取っている。
ドン・キホーテの子ども向け英訳版を中学から読み始める。
高校生向けには、エッセイライティングの授業も行っている。
オックスフォード大学出版会刊行の問題集を用いて授業を行うクラスもある。デカルトの方法序説の英訳やラッセルの社会・文化論、ジョージ・オーウェルやサマセット・モーム等の原書を読み、大量の英文に触れる宿題を大量に課している。それに加え、オックスフォード大学出版会刊行物などの英米の文法書で学ぶなどの方法をとっている。
入塾試験はない。毎年1月に開講される高3特訓クラスについては、クラス分け試験がある。